# Opéra de Pékin

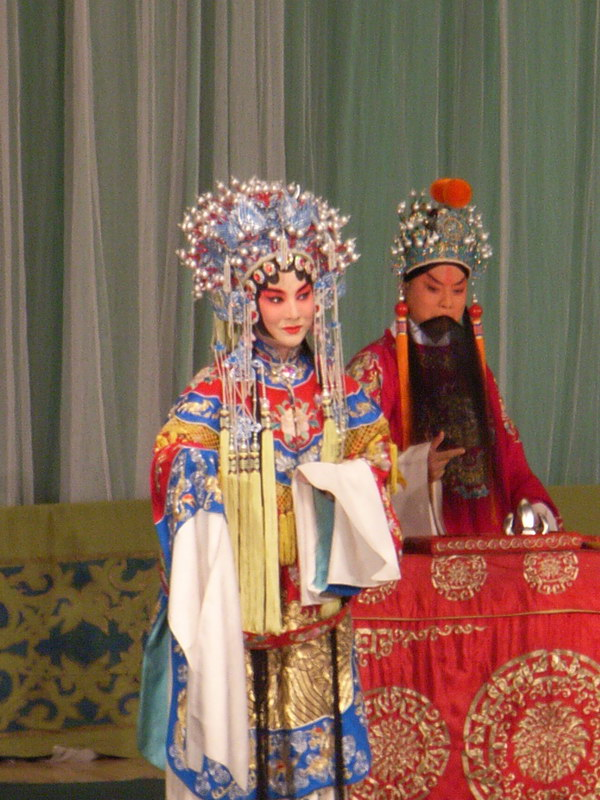
Une chanteuse de l'opéra de Pékin.

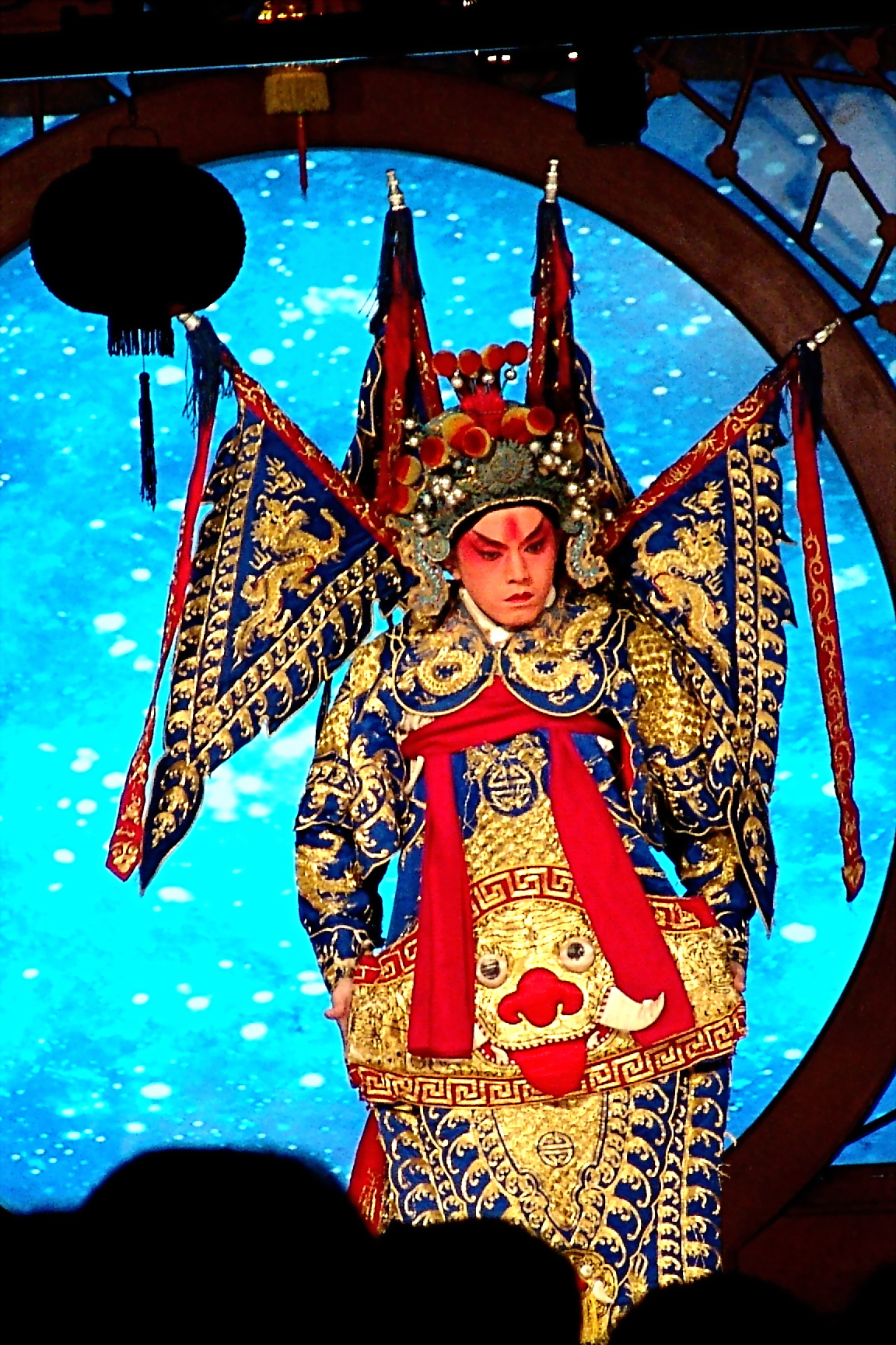
Un chanteur de l'opéra de Pékin.

Vous lisez un « bon article » labellisé en 2013.
Pour le bâtiment, voir Centre national des arts du spectacle (Pékin).
L'opéra de Pékin ou opéra de Beijing (chinois simplifié : 京剧 ; chinois traditionnel : 京劇 ; pinyin : Jīngjù) est un spectacle qui combine musique, danse acrobatique (en), théâtre et costumes flamboyants et raconte des histoires tirées du passé historique et du folklore chinois. Né à la fin du XVIIIe siècle, l'opéra de Pékin croît fortement au milieu du XIXe siècle. Il est populaire à la cour de la dynastie Qing et est considéré[Par qui ?] comme un des trésors de la Chine. Il est mis en scène et réalisé par des troupes spécialisées dont la majorité sont basées à Pékin et à Tianjin dans le nord, et à Shanghai dans le sud. Cet art est également présent à Taïwan, où il est connu sous le nom de Guoju (chinois : 國劇 ; pinyin : Guójù). Il est aussi apprécié dans d'autres pays comme les États-Unis ou le Japon.
L'opéra de Pékin comporte quatre principaux types de personnages qui correspondent à des talents d'artistes spécifiques. Les troupes ont souvent plusieurs représentants de chaque type, mais ont aussi des personnages mineurs. Avec leurs costumes élaborés et colorés, les artistes majeurs focalisent l'attention du public dans une scénographie traditionnellement clairsemée et ils utilisent leur talent d'acteurs, de chanteurs, de danseurs et de combattants dans des mises en scène symboliques, suggestives et irréalistes. Leurs compétences sont évaluées sur l'esthétique de leurs mouvements et les mises en scène appliquent des conventions qui aident l'audience à suivre l'intrigue. Chaque mouvement possède sa propre sémantique et doit être exécuté en rythme avec la musique, qui est classée en deux styles : le Xipi et le Erhuang. Les compositions musicales incluent des grands airs, des mélodies instrumentales récurrentes avec ou sans percussions, tandis que le répertoire comprend plus de 1 400 œuvres, inspirées de l'histoire chinoise, de son folklore et plus récemment de la vie contemporaine.
L'opéra de Pékin, considéré comme « féodal » et « bourgeois » par la révolution culturelle, est remplacé par des opéras aux thèmes révolutionnaires dans un but de propagande et d'endoctrinement. Par la suite, ces transformations disparaissent en grande partie. Ces dernières années, l'opéra de Pékin s'est réformé pour attirer à nouveau les spectateurs qui l'avaient déserté. Ces évolutions, parmi lesquelles une qualité accrue des interprétations, l'introduction de nouveaux éléments de spectacle et l'apparition de nouvelles œuvres originales, ont suscité un enthousiasme mitigé.
Sous le nom « d’opéra de Pékin », on désigne aussi le principal édifice de la ville qui accueille des spectacles de ce genre : le Centre national des arts du spectacle.

## Étymologie
En Chine, cet art a eu diverses appellations au cours de l'histoire. Les premiers noms sont formés en combinant les noms des deux principaux styles de chants, à savoir le xipi et le erhuang. Il prend ainsi le nom de Pihuang.[Quand ?][Où ?] Quand une troupe joue à Shanghai, le genre est appelé par les Shanghaïens du nom du lieu d'où il provient, à savoir Jingxi ou Jingju, qui est composé des caractères jing, qui signifie capitale, et xi ou ju, qui signifient « théâtre chanté ». De 1927 à 1949, Pékin ou Beijing est connu sous le nom de Beiping, et l'opéra de Pékin s'appelle alors Pingxi ou Pingju. Après 1949, le nom de la capitale redevient Pékin ou Beijing et les Pékinois appellent leur opéra Jingju, tandis qu'à Taïwan, l'opéra s'appelle Guoju, qui signifie « style de théâtre national ».

## Histoire

### Origines

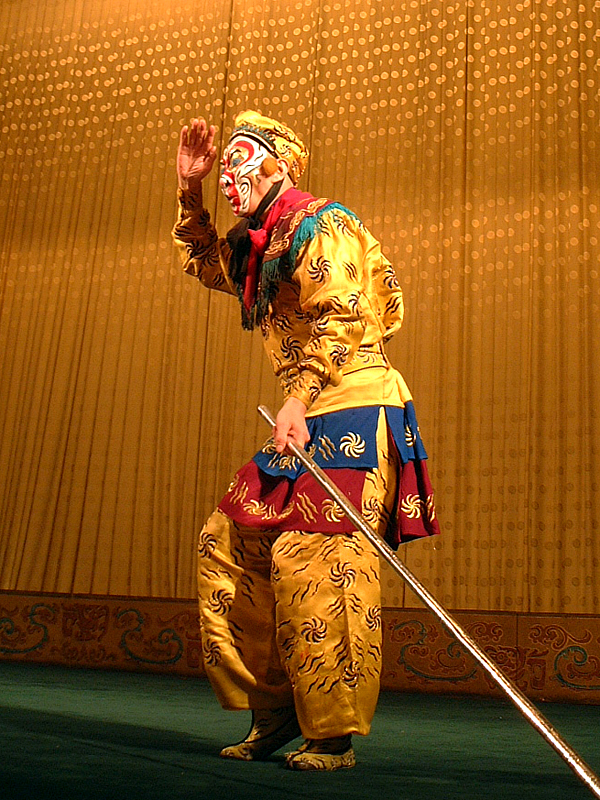
Sun Wukong dans le Voyage en Occident.

L'opéra de Pékin est né lorsque les « Quatre grandes troupes de l'Anhui » apportèrent dans la capitale chinoise en 1790 le style de l'opéra de la province de l'Anhui à l'occasion de l'anniversaire de l'empereur Qianlong. À l'origine, l'opéra est joué uniquement pour la cour et n'est alors pas encore ouvert au public. En 1828, plusieurs troupes du Hubei arrivent à Pékin et se joignent aux troupes de l'Anhui, contribuant ainsi petit à petit à la naissance des mélodies actuelles de l'opéra de Pékin. Traditionnellement, l'année 1845 est considérée, par les historiens, comme la date de création effective de ce que l'on appelle aujourd’hui « l'opéra de Pékin ». Bien qu'il soit appelé « de Pékin », son origine se situe dans la province méridionale de l'Anhui et dans la province orientale du Hubei, qui partagent le même dialecte, le mandarin jianghuai. Les deux principaux genres mélodiques de l'opéra de Pékin, le Xipi et le Erhuang, dérivent de ceux de l'opéra Han, légèrement postérieurs à 1750. En effet, le style musical de l'opéra de Pékin est très similaire à celui de l'opéra Han. Xipi signifie littéralement « spectacle de marionnettes en peau » et fait référence au spectacle de marionnettes de la province du Shaanxi, qui a toujours comporté des chants. D'autre part, la plupart des dialogues de l'opéra de Pékin utilisent une forme archaïque de mandarin, dont les dialectes de mandarin zhongyuan du Henan et du Shaanxi sont les plus proches. Le xipi reprend également la musique d'autres formes d'opéra et d'autres lignes mélodiques du nord de la Chine. Certains chercheurs pensent que le style xipi est dérivé de l'ancienne forme d'opéra de Qinqiang (province du Shaanxi), alors que nombre de conventions stylistiques, éléments de mise en scène et principes esthétiques viennent du kunqu, la plus ancienne forme d'opéra chinois encore jouée,,.
Par conséquent, l'opéra de Pékin n'est pas une forme monolithique, mais plutôt la fusion de formes plus anciennes. Toutefois, ce nouvel art comporte des innovations et ne se contente pas de plagier ses ancêtres. Ainsi, les exigences vocales des personnages principaux sont fortement limitées dans l'opéra de Pékin. En particulier, le personnage chou a rarement des passages chantés, contrairement à son équivalent dans l'opéra kunqu. Les mélodies qui accompagnent chaque prestation sont simples et accompagnées d'instruments traditionnels contrairement aux anciennes formes d'opéra. Par ailleurs, la danse acrobatique a été introduite.
Ce nouveau genre d'opéra devient de plus en plus populaire au cours du XIXe siècle. La popularité des troupes de l'Anhui culmine au milieu du siècle et elles sont invitées à jouer à la cour du Royaume céleste de la Grande Paix établi durant la révolte des Taiping. Au début de l'année 1884, l'impératrice douairière Cixi fréquente assidûment l'opéra de Pékin, assurant son succès vis-à-vis des anciens opéras tels que le kunqu, succès qui s'explique probablement par la simplicité de sa forme et de ses mélodies, permettant à tout amateur de fredonner les airs plus facilement qu'auparavant,.
L'opéra de Pékin est à l'origine un art exclusivement masculin. L'empereur Qianlong bannit toutes les artistes féminines de Pékin en 1772. Ces dernières réapparaissent sur la scène au cours des années 1870, mais en secret, puis les femmes finissent par se voir confier des rôles et se déclarent les égales des hommes. Elles se voient même offrir un lieu pour exprimer leur talent lorsque Li Maoer, lui-même ancien artiste d'opéra, fonde, à Shanghai, la première troupe mixte d'opéra de Pékin. Ainsi, en 1894, le premier théâtre commercial accueillant des troupes mixtes voit le jour à Shanghai, à la suite de quoi les troupes mixtes deviennent de plus en plus nombreuses et de plus en plus populaires, ce qui conduit Yu Zhenting à lancer une pétition réclamant la levée de l'exclusive contre les femmes dans la république de Chine en 1912. Cette requête est acceptée et l'exclusive est levée la même année.

### «Opéras modèles révolutionnaires»et«opéras de Pékin»à Taïwan
Après la guerre civile chinoise, l'opéra de Pékin acquiert un caractère identitaire pour les deux partis impliqués. Lorsque le parti communiste chinois arrive au pouvoir en Chine continentale en 1949, le gouvernement nouvellement formé souhaite aligner cet art sur l'idéologie communiste et « faire de l'art et de la littérature des composants de la machine révolutionnaire. » Finalement, les pièces dramatiques sans thématique communiste sont considérées comme subversives et bannies par la révolution culturelle (1966–1976) et l'opéra devient un véritable outil au service de l'idéologie communiste, sous l'impulsion de Jiang Qing, la femme de Mao Zedong qui considère les « opéras modèles » comme des grands accomplissements de la révolution culturelle car ils expriment le point de vue de Mao selon qui « l'art sert les intérêts des travailleurs, paysans et soldats et doit être conforme à l'idéologie prolétarienne ». Puis le régime ferme les écoles de théâtre.
Parmi les huit pièces de référence ou « opéras modèles »
finalement sélectionnées à cette époque par le régime, cinq sont des « opéras de Pékin », dont la plus connue est La Légende de la lanterne rouge, qui est une adaptation d'une légende ancienne sous la forme d'un concert pour piano. Les spectacles approuvés le sont seulement après de profondes censures. Le dénouement de nombreuses pièces traditionnelles est modifié et les personnages secondaires, qui peuvent être critiques dans leurs improvisations, sont supprimés. Après la révolution culturelle, à la fin des années 1970, l'opéra de Pékin traditionnel revoit le jour. Comme d'autres spectacles de théâtre, il continue d’être un sujet de controverses à la fois avant et pendant la 20e Assemblée nationale populaire en 1982. Une étude[Laquelle ?] publiée[Quand ?] dans le Quotidien du peuple révèle que 80 % des pièces jouées dans le pays sont des pièces traditionnelles, dont les valeurs s'opposent à celles récentes qui promeuvent le socialisme. En réponse, le parti communiste chinois tente d'endiguer ce qu'il « considère comme du libéralisme et une influence étrangère dans les pièces de théâtre chinoises ».
Après l'établissement de la république de Chine à Taïwan en 1949, l'opéra de Pékin y devient aussi, sous le nom de Guoju, un symbole politique. En effet, le Kuomintang encourage toutes les formes d'art promouvant la culture chinoise. Cela implique d'importantes subventions à l'opéra taïwanais traditionnel,, mais aussi, en raison de son prestige et de sa longue histoire, au Guoju. Malgré tout, un courant de pensée préconise un opéra insulaire pour singulariser Taïwan de la Chine continentale. En septembre 1990, lorsque Taïwan participe pour la première fois à un évènement culturel en Chine continentale, une troupe d'opéra taïwanaise est envoyée pour représenter l'originalité de cette culture chinoise.

### Opéra de Pékin moderne
Durant la seconde moitié du XXe siècle, l'intérêt du public pour l'opéra de Pékin décline. Cette baisse de popularité s'explique par la qualité décroissante des interprétations et par l'incapacité à s'adapter aux nouvelles thématiques de la vie moderne. De plus, la langue archaïque utilisée par l'opéra de Pékin requiert l'utilisation de sous-titres lors des diffusions télévisées, ce qui en freine le développement. Le rythme lent ne facilite pas non plus l'adhésion des jeunes générations empreintes de culture occidentale et de vie trépidante. En réponse, l'opéra de Pékin commence à se réformer dans les années 1980. En particulier, la création d'écoles de formation permet d'améliorer la qualité des artistes et l'utilisation d'éléments modernes permet d’attirer de nouveaux publics, tandis que de nouvelles pièces, loin des canons traditionnels, sont créées. Toutefois, ces réformes sont entravées par le manque de financement et le climat politique hostile.
En plus des mesures formelles décrites dans les conventions stylistiques, les troupes d'opéra de Pékin des années 1980 prennent des initiatives individuelles et non officielles. Certains changements incorporés dans des pièces traditionnelles sont appelés « techniques pour l'amour de la technique. » Par exemple, les personnages féminins dan ont tendance à allonger les passages chantés dans les aigus et de longues séquences chorégraphiques et de percussions sont ajoutées. Les scènes répétitives sont raccourcies pour maintenir l'intérêt des spectateurs. De tels changements sont généralement considérés avec dédain par la critique, qui y voit des stratagèmes futiles visant à attirer de l’audience. Les troupes basées à l'étranger et notamment à New York jouissent évidemment d'une grande liberté d'expérimentation, puisque la distance leur donne une plus grande indépendance par rapport aux pesanteurs chinoises. Des techniques régionales, populaires et étrangères y sont adoptées, dont le maquillage occidental et un nouveau dessin des peintures faciales des personnages jing. Les troupes ultra-marines innovantes modernisent les œuvres et leur mises en scène. L'esprit des réformes se poursuit dans les années 1990 et pour survivre à la pression du marché, les troupes comme la Compagnie d'opéra de Pékin de Shanghai se fixe comme objectif d'attirer de nouveaux spectateurs vers l'opéra. Pour cela, elles offrent des représentations gratuites dans des lieux publics.
Il existe aujourd'hui des tensions dans la réalisation des pièces au sein de la communauté artistique. D'un côté, l’interprète doit par tradition jouer un rôle important dans l'écriture et la mise en scène des opéras. De l'autre, sous l'influence occidentale, l'opéra de Pékin dans les dernières décennies donne plus d'importance au metteur en scène et au scénariste, réduisant ainsi le champ d'intervention des interprètes, qui sont de plus contraints d'introduire de nouvelles innovations dans leurs prestations tout en adoptant des réformes imposées par de nouveaux producteurs plus exigeants.
La chaîne de télévision chinoise CCTV-11, qui a pour cahier des charges de programmer des opéras classiques chinois, en particulier de l'opéra de Pékin, participe à son rayonnement.

### Rayonnement international
En plus de sa présence en Chine continentale, l'opéra de Pékin est diffusé dans plusieurs autres pays dans le monde. On le retrouve à Hong Kong, Taïwan et dans les communautés chinoises d'outre-mer. Mei Lanfang, un des artistes spécialisés dans l'interprétation des personnages dan les plus connus de tous les temps, est à l'origine de la popularité de l'opéra de Pékin à l'étranger. Durant les années 1920, il donne des représentations au Japon. À la suite de cela, il entame une tournée américaine en février 1930. Bien que certains artistes, dont l'acteur Otis Skinner, doutent du succès de l'opéra de Pékin aux États-Unis, Mei et sa troupe bénéficient au contraire à New York d'une réception favorable. Le spectacle doit même déménager du Théâtre de la 49e rue vers le Théâtre national (en), plus grand, et la durée de la tournée passe de deux à cinq semaines,. Mei voyage à travers les États-Unis et reçoit des diplômes honoraires de l'Université de Californie et de Pomona College. Il poursuit sa tournée en Union soviétique en 1935.
Le département théâtre de l'Université d'Hawaï à Mānoa accueille pour sa part des Jingju en langue anglaise depuis plus de vingt-cinq ans[Quand ?]. L'école offre un théâtre asiatique où elle propose régulièrement des spectacles de Jingju, le plus récent étant Le Serpent blanc en 2010.
L'opéra de Pékin est inscrit au patrimoine culturel immatériel de l'humanité de l'UNESCO depuis le 16 novembre 2010.

## Personnages et interprètes

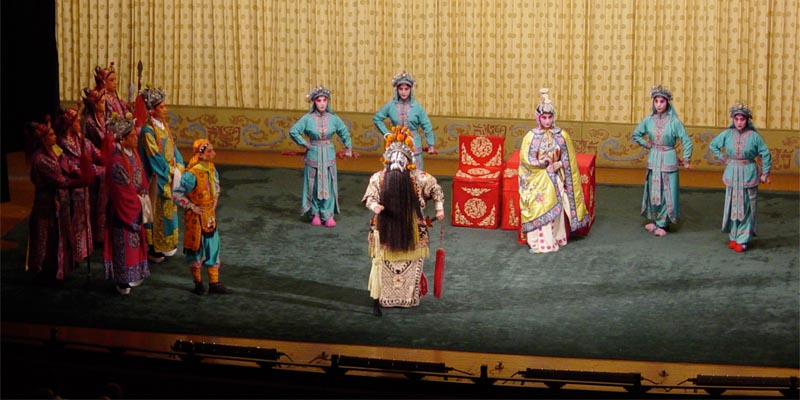
Adieu ma concubine, pièce de l'opéra de Pékin classique. La consort Yu aime profondément le Roi Xiang Yu (au milieu de la scène) et lorsqu'il perd la guerre, elle se suicide.

### Apprentissage
Devenir un artiste de l'opéra de Pékin nécessite un apprentissage long et ardu. Avant le XXe siècle, les élèves sont sélectionnés très jeunes par un professeur pour recevoir une éducation de sept années selon un contrat signé entre les parents de l'enfant et l'éducateur. Puisque le professeur subvient aux besoins de l'élève durant cette période, celui-ci accumule une dette qu'il rembourse ensuite sur ses cachets. Après 1911, la formation a lieu dans des écoles institutionnalisées. Dans ces écoles, les élèves se lèvent à cinq heures du matin pour commencer les exercices, suivis d'une journée consacrée à l'apprentissage de la comédie et de l'art du combat, alors que les élèves plus avancés jouent en soirée dans des théâtres extérieurs. S'ils font la moindre erreur durant cette représentation, le groupe auquel ils appartiennent est frappé avec des cannes de bambou, ainsi que le prévoient les règlements très stricts en vigueur dans les écoles chinoises à cette époque. Des écoles avec des codes moins sévères apparaissent en 1930, mais toutes les écoles ferment en 1932 à la suite de l'invasion japonaise. De nouvelles écoles n'ouvrent qu'après 1952.
Les futurs artistes apprennent tout d'abord l'acrobatie, puis le chant et la gestuelle. Plusieurs écoles, enseignant des styles différents coexistent, patronnées par de grands artistes. Parmi elles, il y a l’école de Mei Lanfang, l'école de Cheng Yanqiu, l'école de Ma Lianliang et l'école de Qi Lintong. Autrefois les écoles n'enseignaient que les arts du spectacle, mais aujourd’hui elles proposent des enseignements de lycée. À la fin de la formation, les enseignants évaluent les compétences de chaque élève afin de leur confier des rôles, à savoir, vedettes, seconds rôles ou figurants. Les étudiants peu doués pour le théâtre deviennent alors musiciens, secretaires, intendants ou maîtres d'hôtel au service de la troupe.
À Taïwan, le ministère de la défense nationale de la République de Chine possède une école de formation à l'opéra de Pékin.

### Sheng
Le Sheng (生) est un personnage masculin de l'opéra de Pékin qui a un certain nombre de sous-personnages.
Un laosheng est un vieillard, chenu, doux et cultivé, habillé avec élégance. Parmi les laosheng, on remarque les hongsheng, au visage rouge, qui sont au nombre de deux, à savoir Guan Yu, le dieu chinois de la fraternité, de la loyauté et de la rigueur, et Zhao Kuang-yin, le premier empereur de la dynastie Song.
Les jeunes hommes sheng sont appelés xiaosheng. Ces personnages chantent d'une voix haute et aiguë avec des instabilités qui imitent la mue des adolescents. Selon le rang du personnage dans la société, le costume du xiaosheng peut être simple ou élaboré. Mais, ils ont toujours de belles fiancées, car ils doivent renvoyer l'image de beaux jeunes gens.
Le wusheng est un personnage martial qui doit savoir combattre. Il échoit à un acteur qui a été spécifiquement entraîné aux acrobaties, mais aussi au chant, tout en étant capable de produire un effort physique intense.
Chaque troupe compte dans ses rangs un laosheng, un xiaosheng pour les rôles d'adolescent, et, éventuellement, un deuxième laosheng pour les seconds rôles .

### Dan

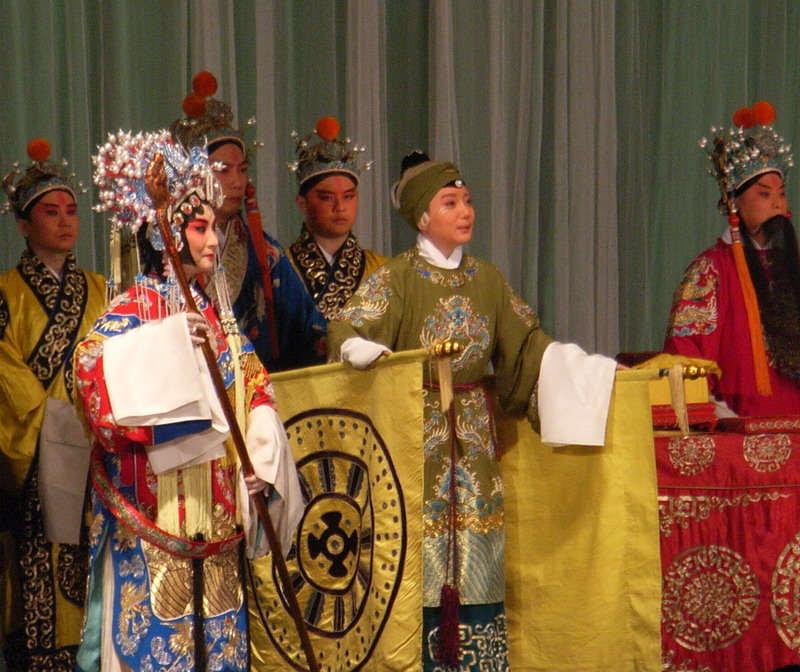
Dan dans l'opéra de Pékin. Le personnage au centre est She Saihua des légendes des Généraux de la famille Yang.

Les dan (旦) sont les personnages féminins de l'opéra de Pékin, qui sont divisés en cinq sous-catégories : les femmes âgées sont les laodan, les guerrières sont les wudan, les jeunes combattantes sont les daomadan, les femmes vertueuses de l'élite sont les qingyi et les femmes vives et célibataires sont les huadan. Une des contributions les plus importantes de Mei Lanfang à l'opéra de Pékin est d'avoir introduit un sixième personnage, la huashan qui combine le statut d'une qingyi à la sensualité d'une huadan,.
Selon le statut social de son personnage, la laodan porte soit un mang, qui est une robe de cérémonie ainsi appelée à cause de ses décorations de dragons chinois (mang), soit un pei, qui est une cape, soit un zhei, qui est une veste boutonnée sur le côté. L'actrice qui tient ce rôle doit maîtriser le chant et le jeu de scène.
Dans une troupe, il y a toujours une jeune dan pour les rôles principaux, et une dan plus âgée pour les seconds rôles. Parmi les dan les plus célèbres, citons Mei Lanfang, Cheng Yanqiu, Shang Xiaoyun et Xun Huisheng. Autrefois, les dan étaient jouées par des hommes. Wei Changsheng, un dan masculin de la cour Qing, mit au point le cai qiao, un « faux pied », qui imitait les pieds bandés des femmes et leur démarche caractéristique. Par suite de l'attribution à des hommes de ces rôles féminins, il se créa une forme spécifique de maisons closes, appelées xianggong tangzi. Les hommes pouvaient y avoir, contre rémunération, des relations sexuelles avec de jeunes hommes déguisés en femmes. Ironiquement, les compétences acquises dans ces établissements par ces jeunes prostitués permettaient à certains d'entre eux de devenir des dan professionnels.

### Jing
Le jing (净) est un rôle masculin très maquillé. Selon le répertoire de chaque troupe, il s'agit d'un premier rôle ou d'un second rôle. Ce personnage a un fort caractère, donc il doit échoir à un acteur avec une voix puissante et une capacité d'exagération des gestes. L'opéra de Pékin offre jusqu'à 15 modèles de maquillages, mais il en existe plus de 1 000 variantes. Chaque maquillage correspond à un personnage spécifique. Chaque trait et chaque couleur du maquillage possède une signification symbolique qui met en exergue la personnalité du personnage. Par exemple, le rouge symbolise la droiture et la loyauté, le blanc, le mal ou la ruse, et le noir, les personnages solides et intègres. Il existe trois types de rôles jing. Le tongchui est un rôle principalement chanté. Le jiazi est un rôle moins centré sur la performance vocale que physique. Enfin, le wujing est un rôle qui implique combats et acrobaties.

### Chou
Le chou (丑) est un bouffon ou un clown et c'est un personnage secondaire. En mandarin, son nom est homophone de chou qui signifie "vilain". Il existe deux catégories de chou, le wenchou qui est un civil qui chante et le wuchou qui est un guerrier acrobate. Le wenchou porte un maquillage plus fin que le jing et le hualian. De ce fait, chez le wuchou, il porte le nom de xiaohualian[pas clair]. Le wuchou appelé aussi kaikoutiao est généralement un fonctionnaire subalterne ou un travailleur modeste, qui agit généralement en héros ou en redresseur de torts. Il sert de faire-valoir au véritable héros. Le chou peut s'incarner en plusieurs personnages tels un empereur, un prince, un domestique, un soldat, ou un fermier. C'est un homme, plus rarement une femme, un adolescent ou un vieillard. Le chou peut être perfide et rusé, mais, la plupart du temps, il agit avec intelligence, habileté, humour, honnêteté et bienveillance. Le chou est reconnaissable à son maquillage blanc au niveau du nez qui peut prendre différentes formes allant d'un carré à un noyau de jujube s'étendant jusqu'aux yeux.
Le personnage fantaisiste dit chou est consubstantiel à l'opéra de Pékin. Le chou est accompagné du guban (en), instrument traditionnel à percussion, mais il se produit parfois sur fond de tambours et de cliquettes. Le guban est l'instrument par excellence de ses prestations en solo, surtout lors du shu ban, un passage comique en vers. Le chou se produit souvent aussi avec un gong et des cymbales, qui évoquent la populace et son ambiance bruyante. Bien que les personnages dits chou ne chantent pas la plupart du temps, leurs arias, quand il y en a, se fondent en bonne partie sur des textes improvisés. Néanmoins, en raison de la standardisation de l'opéra de Pékin et la pression politique des autorités, les improvisations du chou sont plus rares aujourd'hui. Enfin, le chou a un timbre vocal rocailleux et utilise un argot  de Pékin, en opposition au langage plus policé des autres personnages.

## Aspects visuels

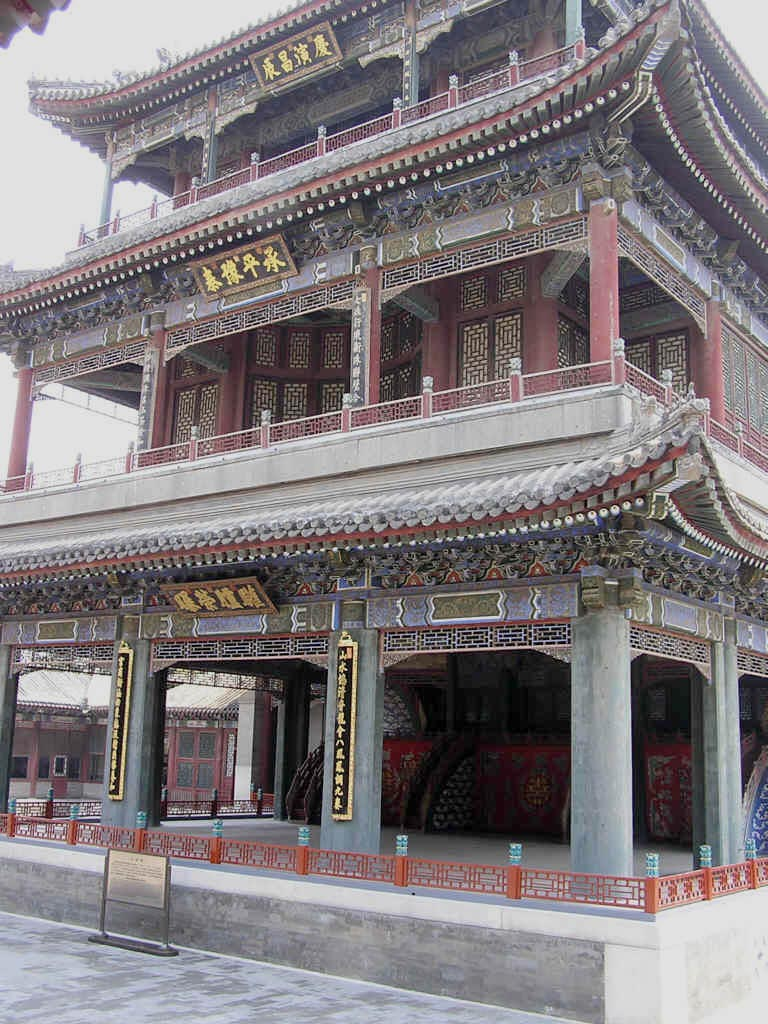
Scène traditionnelle d'opéra de Pékin dans le Palais d'été à Pékin.

Les artistes maitrisent plusieurs compétences, notamment le chant et le jeu scénique, et dans une moindre mesure la danse, qui comprend la danse proprement dite, la pantomime et des formes variées de gestuelle dansée. L'artiste doit savoir aussi « se battre », c'est donc un acrobate et un combattant utilisant toutes sortes d'armes. Il doit faire tout cela sans effort apparent.

### Esthétique et mouvement
L'opéra de Pékin s'inspire des autres arts du vivant traditionnels en Chine et privilégie la symbolique et les mythes, en ne recherchant pas une quelconque fidélité historique. L'objectif des créateurs est alors de mettre de la beauté dans chacun des gestes, ce qui les soumet à de grosses pressions durant les répétitions si l'esthétique n'est pas au rendez-vous. De plus, les artistes apprennent à faire une synthèse des différents aspects de l'opéra de Pékin. Les quatre compétences requises (chant, jeu, danse, acrobatie) ne sont pas isolées, mais plutôt synthétisées en une performance unique. Une compétence peut être mise en avant à un moment donné dans la pièce, sans que cela ne signifie pour autant que les autres doivent s'effacer. La tradition reste primordiale dans cette forme d'art. Les gestes, les décors, la musique et les personnages perpétuent d'anciennes conventions. Par exemple des conventions de mouvement, utilisées pour signaler des actions particulières. Dès lors, marcher en suivant un long cercle symbolise un long voyage, redresser son buste ou sa tête signifie qu'un important personnage va parler. Certaines conventions, comme mimer l'ouverture ou la fermeture de portes ou monter ou descendre des escaliers sont plus évidentes,.
Certaines scènes requièrent de représenter des gestes de la vie quotidienne, mais cela doit être fait avec élégance, quitte à s’éloigner de la réalité. Les experts de cet art opposent ces principes au mo (mime, imitation) qu'on trouve dans les pièces occidentales[pas clair]. L'opéra de Pékin ne cherche pas à imiter le réel, il se contente de le suggérer. La stylisation la plus fréquente dans l'opéra de Pékin est la circularité. Ainsi tout mouvement est soigneusement exécuté pour éviter angles et lignes droites. Un personnage regardant devant lui va balayer l’espace d'un mouvement circulaire avant de s'arrêter sur un objet et il changera d'orientation en décrivant une courbe gracieuse. De façon similaire, un acteur va décrire de sa main un arc de cercle avant de pointer un objet et ses mouvements dans l'espace éviteront les angles.

### Scènes et plateaux

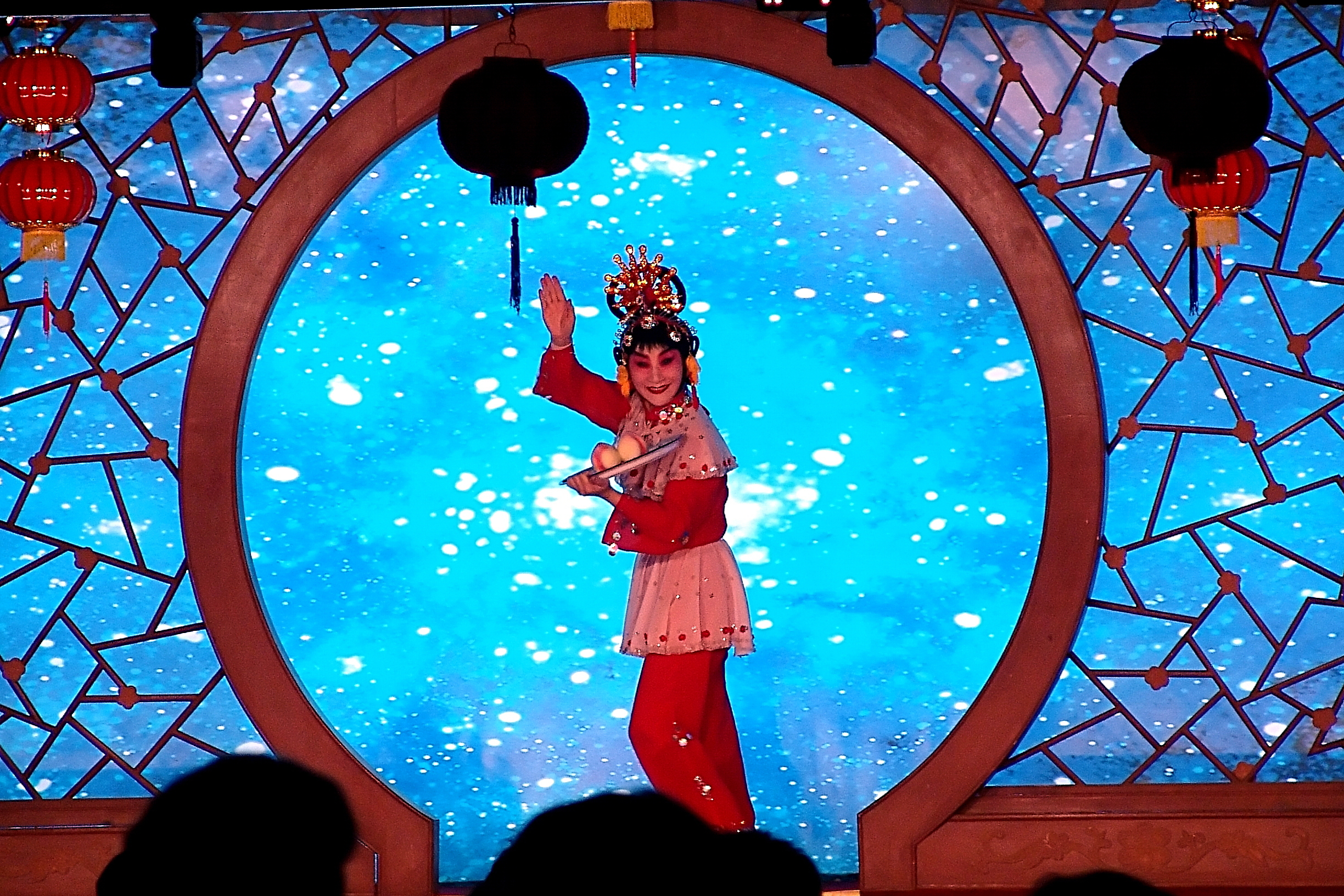
Une scène de l'opéra de Pékin.

Les scènes de l'opéra de Pékin sont traditionnellement des plateformes carrées, l’action étant en général visible depuis au moins trois côtés, et elles sont divisées en deux parties par un rideau brodé, le shoujiu. Les musiciens sont placés sur le devant de la scène, visibles pour les spectateurs. Les scènes traditionnelles sont construites au-dessus de la ligne de vue des spectateurs, mais certaines scènes modernes sont construites avec des sièges plus élevés que la scène.[pas clair] De plus, les spectateurs sont toujours assis au sud de la scène, le nord est l’axe principal de l'opéra par rapport auquel les artistes doivent se positionner. Tous les personnages entrent par l'est et sortent à l'ouest.     

### Accessoires et costumes
L'opéra de Pékin étant par nature symbolique, il utilise assez peu d'accessoires. Il se conforme en cela à sept siècles de tradition, mais il y a souvent de gros objets, notamment une table et au moins une chaise. Ces quelques accessoires évoquent souvent des objets plus importants, par exemple, un fouet évoque un cheval et une rame évoque un bateau.
Puisqu'il y a peu d'accessoires, les costumes ont une importance capitale. Leur fonction première est de distinguer, au premier coup d’œil, le rang de chaque personnage. Les empereurs et leurs familles sont habillés de jaune et les fonctionnaires de haut rang de violet. La robe portée par ces deux classes de personnages est appelée mang ou robe python. En accord avec le rang élevé des personnages, ce costume est orné de couleurs brillantes et de riches broderies, souvent avec un dessin de dragon. Les autres personnes de haut rang ou de haute vertu sont habillés en rouge, les fonctionnaires subalternes en bleu, les jeunes gens en blanc, les vieillards en blanc, marron ou olive, et les autres personnages en noir. Dans certaines circonstances, les fonctionnaires de bas échelon portent le kuan yi, une robe simple avec des pièces de broderie devant et derrière. Autrement, les autres personnages portent le chezi, une robe basique avec plusieurs rangs de broderies sans ceinture. Tous ces robes ont des « manches d'eau », de longues manches longues et flottantes qui peuvent être agitées comme si c'était de l'eau et qui valorisent les émotions. Les personnages mineurs et subalternes portent de simples habits non brodés. Les couvre-chef sont en harmonie avec le reste du costume et ont des broderies équivalentes. Les chaussures ont des semelles hautes ou basses, les premières étant portées par les personnages de haut rang, tandis que les autres personnages ou les acrobates portent des chaussures basses.

### Couleur des masques
La culture chinoise porte une attention particulière à l'utilisation des couleurs car elles représentent une idée ou une personnalité. Dans l'opéra de Pékin, les comédiens se maquillent avec des couleurs et des motifs différents adaptés ainsi à leur caractère ou leur rôle spécifique. Chaque couleur symbolise un trait de personnalité, avec une signification propre à la culture chinoise.
Les couleurs utilisées dans la confection des masques de l'opéra se réfèrent aux divinités religieuses. Parmi ces figurations dans la culture chinoise, Guan Yu est représenté par un guerrier au visage rouge. Alors que dans la culture occidentale le rouge symbolise le danger et peut être parfois associé au diable, les Chinois l'associe à la loyauté et à la droiture.
Le tableau ci-dessous montre les significations des couleurs des masques dans l'opéra de Pékin,.
| Couleur | Exemple de personnage | Signification |
| ------- | --------------------- | --- |
| Rouge   | Guan Yu               | Le rouge caractérise la dévotion, le courage, la bravoure, la droiture et la loyauté. Le guerrier au visage rouge est Guan Yu, général lors des Trois Royaumes de Chine (220-280), célèbre pour sa fidélité à son empereur Liu Bei. |
| Noir    | Zhang Fei             | Le noir caractérise la dureté et la férocité. Le visage noir symbolise soit un personnage au caractère grossier et gras ou d'une personnalité impartiale et désintéressée. Ce qui est typique de l'ex-général Zhang Fei et Li Kui, et de ce dernier est Bao Gong (alias Bao Zheng), le légendaire et impartial juge de la dynastie Song. |
| Blanc   | Cao Cao               | Le blanc caractérise la méfiance et la ruse. Le blanc met en lumière ce qui est mauvais dans la nature humaine tel que la ruse, la roublardise ou encore la traîtrise. Cao Cao est puissant et cruel, il était premier ministre à l'époque des Trois Royaumes. Qin Hui est un traître de la dynastie Song.                               |
| Jaune   | Tu Xingsun            | Le jaune caractérise la férocité et l'ambition et la cruauté |
| Vert    | Zhu Wen               | Le vert caractérise la violence et l'impulsivité. |
| Bleu    | Xiahou Dun            | Le bleu caractérise la férocité et la ruse. |
| Violet  | Lian Po               | Le violet caractérise la droiture et la sophistication. |
| Naturel | Jiang Gan             | Pour les clowns de théâtre traditionnel, il existe un maquillage appelé xiaohualian (le petit visage peint), c'est-à-dire un petit bout de craie sur le nez, symbolise un caractère secret. |

## Aspects sonores

### Production vocale
La production vocale comporte « quatre niveaux » : la partie chantée (ou air), la déclamation, le récitatif et la vocalise. Grâce à des techniques vocales maîtrisées, les transitions entre airs et récitatifs se font en continuité. Trois techniques vocales fondamentales sont utilisées pour la respiration (yongqi), la prononciation (fayin) et les prononciations spécifiques à l'opéra de Pékin (shangkouzi).
Dans l'opéra chinois, la respiration est concentrée sur la région pelvienne et supportée par les muscles abdominaux. Les artistes suivent le principe de base selon lequel « une forte respiration centralisée déplace les passages mélodiques »[pas clair] (zhong qi xing xiang). La respiration serait élaborée par une cavité centrale de respiration partant de la région pelvienne jusqu'au sommet de la tête. Cette cavité doit être sous le contrôle permanent de l'artiste qui développe des méthodes spécifiques pour contrôler l'air entrant et l'air sortant. Les deux principales techniques de respiration sont connues sous le nom d'« échange de souffle » (huan qi) et « vol de souffle » (tou qi). L'échange de souffle est un lent processus d'expiration puis d'inspiration. Il est utilisé lorsque l'artiste n'est pas soumis à une contrainte de temps, comme lors des passages instrumentaux ou lorsqu'un autre personnage parle ou chante. Le vol de souffle est une brusque prise d'air sans expiration préalable. Il est utilisé durant les longs passages parlés ou chantés lorsqu'une pause ne serait pas souhaitable. Ces deux techniques ne doivent pas être perçues par le public et doivent permettre d'inspirer la quantité d'air exactement nécessaire pour exécuter les vocalises. Le principe le plus important dans l'expiration est la « sauvegarde du souffle » (cun qi). Le souffle doit être expulsé lentement et uniformément sur toute la longueur de la partie chantée. Beaucoup de parties chantées et certains passages parlés contiennent des indications précises qui déterminent quand le souffle doit être échangé ou volé.
La prononciation se conçoit comme le façonnage de la gorge et de la bouche jusqu'à la forme nécessaire pour produire le son désiré et articuler clairement la consonne initiale. Il existe quatre formes de base pour la gorge et la bouche, correspondant aux quatre voyelles et cinq méthodes d'articulation des consonnes, une pour chaque consonne. Les quatre formes de gorge et bouche sont « bouche ouverte » (kaikou), « au niveau des dents » (qichi), « bouche fermée » (hekou ou huokou) et « lèvres creusées » (cuochun). Les cinq consonnes sont notées par la portion de la bouche la plus utilisée pour chaque façon de prononcer : la gorge ou le larynx (hou), la langue (she), les molaires ou la mâchoire et le palais (chi), les incisives (ya) et les lèvres (chun).
Certains sinogrammes ont une prononciation spéciale dans l'opéra de Pékin, due à la confrontation entre des formes d'arts régionaux et du kunqu au cours de son histoire. Par exemple, 你, signifiant « tu », est prononcé li comme en dialecte Anhui, alors qu’en mandarin il est prononcé ni. De même, 我, signifiant « je » et prononcé wo en mandarin, devient ngo, qui est la prononciation du dialecte Suzhou. Outre des différences de prononciation dues aux influences régionales, la lecture de certains sinogrammes est modifiée. Par exemple, les sons zhi, chi, shi et ri sont difficiles à émettre, car ils sont émis depuis le fond de la bouche. C'est pourquoi, ils sont redoublés, comme dans zhii.
Ces techniques vocales sont mises en œuvre dans la partie jouée et dans la partie chantée.

### Partie jouée
L'opéra de Pékin utilise à la fois le chinois classique et le chinois moderne standard avec certains termes d'argot. La position sociale du personnage détermine le langage qu'il utilise. Les passages joués (nianbai) sont de trois formes. Les premiers, les monologues et les dialogues, qui constituent le corps de la plupart des pièces, sont composés de discours en prose, font avancer l'intrigue et injectent de l’humour. Ces passages en langue vernaculaire sont courts. Toutefois, comme le fait remarquer Elizabeth Wichmann, ils ont également des éléments rythmiques et musicaux, obtenus par « l'articulation stylisée des unités de sons monosyllabiques » et « la prononciation stylisée des tons. » Les discours en prose sont pour la plupart improvisés et les artistes chou perpétuent cette tradition.
La seconde forme de passage joué cite des poèmes chinois classiques mais apparaît rarement dans l'opéra de Pékin, tout au plus dans une ou deux scènes. L’usage de la poésie classique y permet d'en augmenter l'impact. Toutefois, les personnages chou et les plus lunatiques dan en se trompant sur les citations ou en interprétant mal les classiques, créent un effet comique.
La troisième et dernière forme de passage joué est celui des discours conventionnels (chengshi nianbai), qui suivent un format rigide et qui marquent les points de transition. Quand un personnage apparaît pour la première fois, un discours d'entrée (shangchang) le salue, puis il dit qui il est, dans un discours de présentation(zi bao jiamen). Le style et la structure de chaque discours d'entrée héritent du folklore des dynasties Yuan et Ming ainsi que de formes régionales de l'opéra de Pékin. Un autre discours conventionnel est le discours de sortie, c'est-à-dire un poème suivi d'une déclamation et décrivant la situation et l'état d'esprit du locuteur. Dans un discours de récapitulation, un conteur retrace l'histoire jusqu'à ce point. Ce récapitulatif provient de la tradition zhezixi qui consiste à ne jouer qu'une partie à la fois d'une pièce longue et nécessite donc un résumé des épisodes précédents.

### Partie chantée
Il y a six ambiances dans l'opéra de Pékin : émotive, réprobatrice, narrative, descriptive, querelleuse et mélangée. Chaque ambiance utilise la même structure lyrique, avec des degrés d'émotion différents. Le texte est structuré en stances (lian) de deux vers (ju), qui contiennent chacun dix caractères chinois ou sept caractères chinois. Les vers ont deux rythmes (dou) à trois temps, 3-3-4 ou 2-2-3, auxquels peuvent s'ajouter des caractères supplémentaires qui en clarifient le sens. Les rimes, qui ont un rôle important dans l'opéra de Pékin, appartiennent à treize catégories identifiées. Les paroles des grands airs utilisent les tons du mandarin pour plaire à l'oreille et émouvoir l'auditeur. Les premier et deuxième tons du mandarin sont les tons dit (ping), alors que le troisième et le quatrième sont dits « obliques » (ze). Le dernier vers de chaque stance se termine par un ton dit « égal ».
Le chant dans l'opéra de Pékin a son propre code esthétique qui est très spécifique. Ainsi presque tous les airs requièrent une octave et une quinte. Comme esthétiquement, il est apprécié de chanter aigu, un artiste se doit de chanter dans la partie la plus haute de son registre vocal. D'autre part, comme plusieurs artistes dans un même spectacle chantent à des registres différents, les musiciens doivent constamment réaccorder leurs instruments ou changer d'instruments suivant les chanteurs.
Elizabeth Wichmann décrit le registre idéal de l'opéra de Pékin comme du « fausset contrôlé ».  
Les chanteurs pratiquent beaucoup le vibrato, mais d'une manière tantôt plus lente ou tantôt plus rapide qu'en Occident. En bref l’esthétique de l'opéra de Pékin peut se résumer par l'expression zi zheng qiang yuan, qui signifie : les sinogrammes doivent être prononcés précisément et les passages mélodiques doivent être arrondis.

### Musique

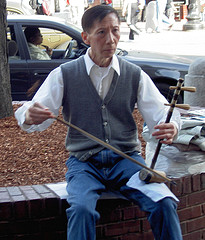
Le jinghu est un instrument de musique de base de l'opéra de Pékin.

Une représentation est accompagnée musicalement par une petite formation d'instruments traditionnels et de percussions. Le principal instrument mélodique est le jinghu, une petite viole à long manche et deux cordes qui est, par conséquent, le principal accompagnement des artistes quand ils chantent. Cet accompagnement est simple . Le joueur de jinghu joue la trame principale de la mélodie chantée, y ajoute quelques variations et se positionne une octave plus bas. Durant les répétitions, le joueur de jinghu adopte sa propre version de la mélodie mais s'adapte aussi aux improvisations du chanteur. De ce fait, le joueur de jinghu doit pouvoir changer instinctivement 
son interprétation et suivre l'artiste à tout moment. Le second instrument de l'orchestre est un luth à table d'harmonie circulaire, le yueqin. Les percussions sont le bangu (en), le daluo, le xiaoluo et le naobo. Le joueur de bangu, un petit tambour haut, est le chef de l'orchestre.
Les deux principaux styles musicaux de l'opéra de Pékin sont le xipi et le erhuang. En xipi, les deux cordes du jinghu sont accordées respectivement en la et en ré. Ses mélodies sont très différentes des autres, vraisemblablement pour les distinguer des mélodies de l'opéra de Qinqiang dans le nord-ouest de la Chine. Il est communément utilisé pour les œuvres joyeuses. En erhuang, les deux cordes sont accordées en do et en sol ; elles accompagnent les drames et reflètent la tonalité grave, douce et déprimante de la province du Hubei, d'où le erhuang est originaire. Ces deux modes musicaux sont à deux temps. Ils partagent six tempos différents, dont le manban (tempo lent), le yuanban (tempo standard et de vitesse moyenne), le kui sanyan (tempo entraînant), le daoban (autre tempo entraînant), le sanban (tempo volé) et le yaoban (tempo tremblotant). Le xipi utilise également quelques rythmes spécifiques comme le erliu (Deux-Six) et le kuaiban (rythme rapide). Parmi ces tempos, les yuanban, manban et kuaiban sont les plus utilisés. Le tempo est à tout moment contrôlé par un percussionniste qui est, en fait, le chef d'orchestre. Le erhuang est à base d'improvisation, tandis que le xipi est plus tranquille. Avec l’évolution d'une troupe à l'autre et au cours du temps, ces deux styles se sont rapprochés.
Les mélodies jouées en accompagnement se répartissent en trois vastes catégories. La première est l'aria. Les arias de l'opéra de Pékin peuvent être divisées en deux variétés, le erhuang et le xipi. Un exemple en est le wawa diao, une aria xipi qui est chanté par un jeune sheng pour indiquer une émotion très forte. La seconde catégorie de mélodie est à tons fixes et est appelée qupai. Il s'agit de tons instrumentaux qui ont un rôle plus précis que les arias. Par exemple, le « Ton du dragon d'eau » (shui long yin) annonce généralement l'arrivée d'une personne importante et la « Triple confiance » (ji san qiang) signale une fête ou un banquet. La dernière catégorie d'accompagnement musical est le rythme des percussions qui donne le contexte de la musique comme le font les mélodies à tons fixes. Ainsi , il existe 48 rythmes différents de percussions qui accompagnent les entrées sur scène. Chacun d'eux identifie l'entrée d'un personnage par son rang et sa personnalité.

## Structure et répertoire

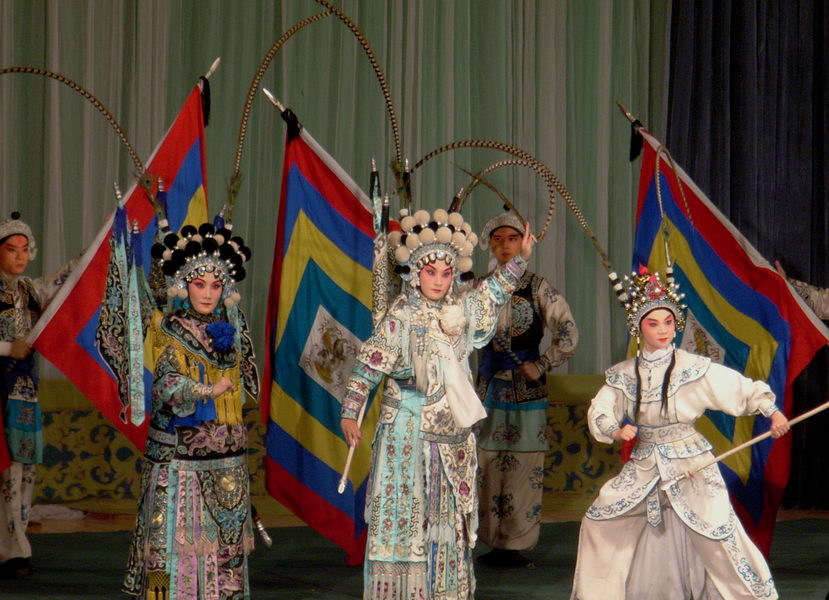
Scène d'une pièce basée sur les légendes des Généraux de la famille Yang.

### Structure des opéras
La longueur et la structure interne des opéras sont très variables. Avant 1949, les zhezixi, des œuvres courtes ou constituées de courtes scènes extraites d'œuvres plus longues, ont du succès. Ces œuvres se concentrent généralement sur une trame simple et proposent une sélection de scènes conçues pour mettre en valeur les principaux artifices de l'opéra de Pékin et la virtuosité des artistes. Ce type de représentations tend à disparaître, quoique des pièces à un seul acte soient toujours à l’affiche. Ces œuvres courtes sont marquées par une forte évolution des sentiments. Par exemple, la concubine, dans l'opéra en un acte La Concubine favorite s'enivre, commence joyeuse, puis exprime sa colère et sa jalousie, s'enivre gaiement, déprime, et enfin ressent l'échec et se résigne. 
Un opéra long est généralement composé de six à une quinzaine d'actes où alternent scènes de la vie quotidienne et scènes de guerre et où plusieurs scènes clés concentrent le crescendo de l'émotion. Ce sont donc ces scènes que l'on extrait, en général, pour créer les zhezixi. Mais il existe des œuvres plus complexes qui diluent l'émotion et sont donc moins susceptibles d'être condensées.

### Répertoire
Le répertoire de l'opéra de Pékin comprend près de 1 400 œuvres, qui sont la plupart du temps inspirées de faits historiques, de contes, de combats de la vie quotidienne ou politique ou de batailles militaires. Les plus anciennes productions du répertoire sont souvent des adaptations des anciennes œuvres du théâtre chinois, tels que le kunqu, plus précisément près de la moitié des 272 pièces référencées en 1824 sont inspirées du théâtre traditionnel. Pour affiner ces chiffres, des classifications ont été proposées pour trier les pièces par catégories, par exemple, civiles ou guerrières. Les pièces civiles confrontent les personnages et mettent en scène des situations personnelles, domestiques ou romantiques où le chant est fréquemment utilisé pour exprimer les émotions. En revanche, les pièces guerrières mettent en avant l'action et le combat, qui font intervenir de jeunes shen, des jing et des chou, alors que les pièces civiles privilégient des rôles plus âgés et des dan. Autre critère, les pièces sont classées en sérieux (daxi) ou léger (xiaoxi).
Depuis 1949, une classification plus détaillée se fonde sur les thèmes et la date de création de la pièce. La première catégorie de la classification, chuantongxi, regroupe les pièces traditionnelles jouées avant 1949. La seconde catégorie, xinbian de lishixi, regroupe les pièces historiques écrites après 1949. Ces pièces n'ont pas été pas produites durant la révolution culturelle, mais le sont aujourd'hui majoritairement. La dernière catégorie, xandaixi, regroupe les pièces contemporaines qui se déroulent au XXe siècle. Plus récemment, les productions peuvent être expérimentales ou contenir des influences occidentales, allant jusqu'a en adapter des œuvres. Parmi d'autres, les œuvres de Shakespeare sont populaires, ayant été adapté dans toutes les formes de théâtre chinois, ainsi, Macbeth, Le Songe d'une nuit d'été et Le Roi Lear,.

## Adaptations de l'opéra de Pékin

### Au cinéma
L'opéra de Pékin est une composante majeure de la culture chinoise, le cinéma chinois s'y est donc intéressé, dont le célèbre long métrage chinois Adieu ma concubine de Chen Kaige, Palme d'or au Festival de Cannes 1993, qui symbolise les traditions chinoises menacées au temps de la révolution culturelle. On y perçoit clairement la vie de sacrifices des acteurs d'opéra, principalement les hommes voués à interpréter des rôles féminins.
Plus récemment, en 2008, Chen Kaige, encore lui, réalise Forever Enthralled, qui s'intitule Mei Lanfang dans sa version originale, un biopic de ce comédien, présenté comme le plus grand nom de l'histoire de l'opéra de Pékin,,.
Johanna Lafosse réalise en 1998 le court-métrage documentaire Voyage dans l'opéra de Pékin (prix Rouletabille de vidéo-reportage) qui filme les différentes aspects de cet art multiple à travers une compagnie professionnelle chinoise, de jeunes acrobates dont les prouesses révèlent l'intensité de l'apprentissage, mais aussi dans l’implication d'amateurs passionnés. Tous retrouvent dans cette pratique « un vieil ami » interdit sous Mao.

### En manga
Un manga à pour titre l'Opéra de Pékin.

## Lieux de représentations de l'opéra à Pékin
Plusieurs lieux consacrés à l'opéra de Pékin, datant du XVIIe siècle, ont été restaurés dans la capitale, parmi lesquels le palais du prince Gong, le théâtre d'opéra de Pékin de Zheng Yici et le théâtre de la guilde du Huguang. Parallèlement, des représentations ont lieu dans des sites plus modernes, parmi lesquels le centre national des arts du spectacle et le Grand théâtre de Chang'an situé à l'est de la ville sur l'avenue de Chang'an.